# Vinetabank
Mit Vinetabank, früher auch Vinetariff, wird eine Untiefe der Ostsee in der  Pommerschen Bucht bezeichnet. Sie befindet sich etwa auf halber Strecke zwischen Zinnowitz und Koserow 1 bis 1,5 Kilometer vor der Küste in Höhe des ehemaligen Koserower Vorwerks Damerow.
Der Sage nach ist die Vinetabank der Standort der versunkenen Stadt Vineta. Der Reformator Johannes Bugenhagen berichtete erstmals im 16. Jahrhundert in seiner Chronik „Pomerania“, dass nach dem Volksglauben Reste der untergegangenen Stadt vor der Küste Usedoms zu finden seien. Thomas Kantzow berichtete über große Steinansammlungen auf dem Meeresboden, die vereinzelt übers Wasser hinausragten und die er für Fundamentsteine hielt. Joachim Nettelbeck geriet 1775 auf das Vinetariff und lotete es teilweise aus. Er hielt eine absichtliche Anordnung der Steine für unwahrscheinlich. Vor Ort gefundene Dachziegelbruchstücke deutete er als Reste von Strandungen, die im Gebiet der Vinetabank keine Seltenheit waren. So verunglückte hier Ende Juli 1891 der Seitenraddampfer Cuxhaven der Stettiner Seebäder-Reederei Ballin & Braeunlich.
Im 19. und 20. Jahrhundert wurden große Mengen der im Wasser liegenden Steine, die auf eiszeitliche Ablagerungen zurückzuführen sind, abgetragen und zum Bau von Molen und Uferbefestigungen verwendet. Besonders die Molen von Swinemünde wurden teilweise ab 1818 mit gezangten (mittels einer Kranzange gehobenen) Steinen von der Vinetabank erbaut.